# Masakr ve Skleném
Masakr ve Skleném (německy Glaserhau) se udál 21. září 1944. Po obsazení etnicky německé obce v oblasti Hauerlandu partyzány během Slovenského národního povstání bylo zastřeleno 187 německy mluvících mužů. Partyzáni, kteří patřili ke 3. rotě, 8. (leninského) oddílu 1. československé brigády J. V. Stalina, obsadili 20. září Sklené a jednali na základě ústního rozkazu velitele, sovětského důstojníka, instruktora, tehdy sedmadvacetiletého Leonida Nikolajeviče Slavkina.

## Průběh
V obci Sklené před druhou světovou válkou byla většina (2 600 ze 4 500) obyvatel německé národnosti. Během války část z nich spolupracovala s nacistickým Německem. Pod velením sovětských důstojníků obsadili partyzáni v noci z 20. na 21. září 1944 obec a muže ve věku 16–60 let soustředili ve škole.
Pod záminkou kopání zákopů všichni němečtí muži ve věku od 16 do 60 let převážně německé národnosti ze Skleného ve věku 16 až 59 let) se museli na příkaz partyzánů shromáždit brzy ráno s lopatami na náměstí. Skupina byla potom odvedena na stanici a naložená do několika železničních vozů. Vlakem byli převezeni na vlečku (slepou kolej) asi dva kilometry za obcí na místo před „Ebener Wald“, Rovná hora (souřadnice 48°47′37″ s. š., 18°50′36″ v. d.), dnes na mapách jako „Les na Rovine“. (V současnosti je tam památník. Na hřbitově (pravděpodobně na jiném místě) byl dřevěný kříž v roce 1994 nahrazen pomníkem.)
Asi 25 mužů muselo v nedalekém lese vykopat jámu 8 m dlouhou, 1,50 m širokou a hlubokou 60 cm. Potom se museli natlačit do jámy a byli zastřeleni kulomety.

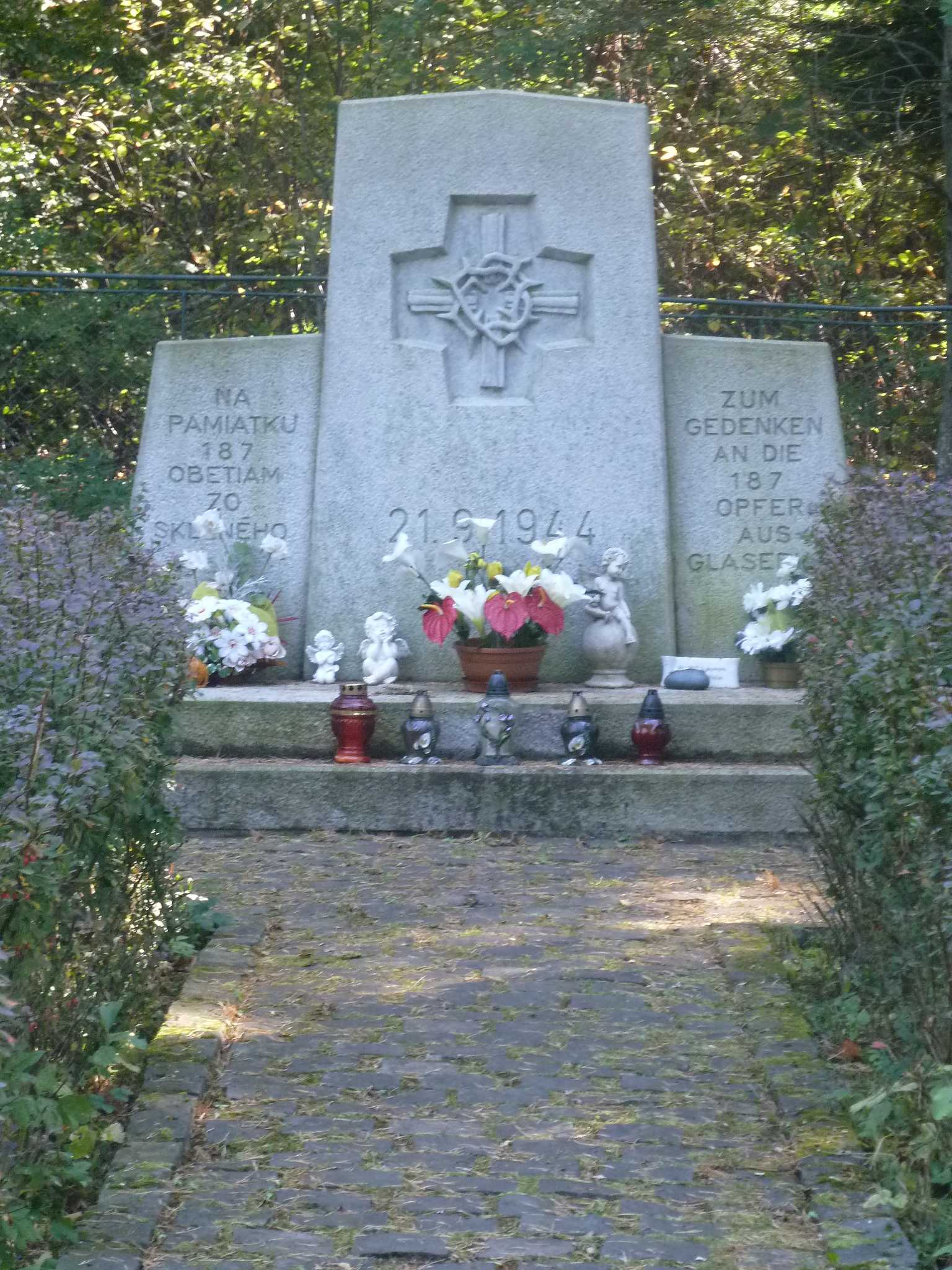
Hrob a památník

Pak byla i většina ostatních mužů byla zastřelena, jen málokomu se podařilo uprchnout do lesa. Mrtví zůstali několik dní ležet na poli a pohřbili jejich příbuzní v masovém hrobě na okraji lesa až po odchodu partyzánů. (Podle jiných zdrojů masakr hned druhý den 22. září 1944 vyšetřovali četníci z Horné Štubně, ale nedospěli k jednoznačnému závěru.)

## Ti, kteří přežili
Střelba začala vězni z posledního vagónu. Díky učiteli Jozefu Striczovi se podařilo odvézt 62–63 mužů v prvním voze do Slovenské Ľupče a tak je zachránit. Dokud se nevrátili, byli také považováni za mrtvé.
Mezi přeživšími a tedy i svědky masakru byl pastor Msgr. Josef Posse, který hned po zahájení střelby spadl a přežil s lehkými střelnými ranami mezi mrtvými. Později se stal děkanem ve Württembersku.
Masakr by si pravděpodobně vyžádal ještě mnohem více obětí, avšak většina Němců z obce tradičně od jara do podzimu byla na sezónních pracích v Rakousku.

## Další akce proti Němcům
Masakr ve Skleném je největší mezi jinými podobnými akcemi proti karpatským Němcům v období od konce srpna  do konce září 1944. Podobné masakry se odehrály také ve Velkém Poli / Hochwies a Píle/ Paulisch (celkem 85 mrtvých), Ružomberku / Rosenberg im Waagtal (27. srpna 1944, 146 mrtvých), Banské Štiavnici / Schemnitz, Banské Bystrici / Neusohl, Handlové / Krickerhau (více než 80 mrtvých), Nitranském Pravně (tehdy Nemecké Pravno, německy Deutsch-Proben, 30 mrtvých), v táboře Sklabiňa (130 mrtvých), v Partizánské Lupči / Deutsch-Lipsch (32 mrtvých), Kunešově /  Kuneschhau (69 mrtvých) i na jiných místech. Celkově mělo být na území Slovenska více než 600 mrtvých Němců, což bylo předehrou k útěku karpatských Němců ze Slovenska.

## Vyrovnání se
Vyšetřování tohoto zločinu nejprve přerušily boje a v době komunistického režimu bylo tabuizováno, takže jeho viníci zůstali nepotrestáni.
V roce 1993 uskutečnila skupina vojenských historiků průzkum na místě činu a zdokumentovala výpovědi několika žijících pamětníků. Někdejší ředitel Vojenského historického ústavu v Bratislavě Pavol Šimunič shrnul zjištění skupiny do čtyř bodů: „První – stalo se to, druhý – nemělo se to stát, třetí – nebyl to plánovaný masakr, čtvrtý – šlo o zjevné porušení válečného práva.“
Slovenští lidskoprávní aktivisté, mezi nimi Josef Stricz, se snažili řešit tuto masovou vraždu. Od roku 1994 se na místě masakru nachází památník. V archivu Muzea Slovenského národního povstání v Banské Bystrici byly zaznamenány výpovědi šesti vrahů o jejich činnosti a činnosti během celého období povstání. Koncem devadesátých let začalo policejní vyšetřování, ale bylo zastaveno bez soudního procesu, protože hlavní podezřelý Leonid Nikolajevič Slavkin zemřel již v roce 1971.
V roce 2004 se na podnět několika pozůstalých obětí obnovilo policejní vyšetřování případu. Ukázalo se totiž, že masakr hned druhý den 22. září 1944 vyšetřovali četníci z Horné Štubně, ale nedospěli k jednoznačnému závěru. A v srpnu 1945 podali své svědectví i někteří přímí aktéři zásahu v Skleném, bývalí partyzáni (v německé verzi výše uvedení jako vrazi).